# Leo Borg
Leo Borg, né le 15 mai 2003 à Stockholm, est un joueur de tennis suédois, professionnel depuis 2021.

## Biographie
Leo Karl Borg est le fils de Björn Borg, 11 fois vainqueur en Grand Chelem et de Patricia Borg.
Il joue au football jusqu'à l'âge de 12 ans environ avant de privilégier le tennis. Brièvement passé par la Rafa Nadal Academy, il s'entraîne ensuite au KLTK Royal Tennis Club à Stockholm. En 2017, il participe au tournoi des Petits As à Tarbes. La même année, il apparaît dans le film Borg McEnroe dans lequel il tient le rôle de son père adolescent.

## Carrière
Leo Borg a obtenu de bons résultats sur le circuit ITF Junior. En février 2021, il bat le numéro 1 mondial Bruno Kuzuhara en finale du Grade 1 de Porto Alegre au Brésil et atteint le mois suivant le 12e rang mondial. Lors des Internationaux de France, il manque de peu de battre la tête de série n°1 Shang Juncheng au 3e tour (7-65, 3-6, 7-64). En octobre, il est finaliste du Grade A du Cap contre Jakub Menšík.
Parallèlement à son évolution sur le circuit junior, il profite de la notoriété de son nom pour recevoir un certain nombre d'invitations dans des tournois professionnels. Il fait ainsi ses premiers pas au niveau ATP Challenger en février 2020, à l'âge de 16 ans sur les tournois de Bergame et de Pau. En 2021, il participe aux qualifications des tournois ATP de Marbella, Båstad puis fait ses débuts dans le tableau principal du tournoi de Stockholm où il perd au premier tour contre le futur champion Tommy Paul.
Un mois après une finale perdue au Caire, il remporte son premier titre professionnel à Charm el-Cheikh en octobre 2022. Il affronte de nouveau Tommy Paul, au premier tour à Stockholm, perdant cette fois en trois sets (7-5, 4-6, 1-6). Il réalise cette année-là une progression de plus de 1 500 places au classement ATP, terminant l'année au 513e rang mondial.
En juillet 2023, Borg remporte son premier match sur le circuit principal à Båstad en battant son compatriote Elias Ymer. Il s'adjuge cette année-là deux tournois à Jakarta et fait ses débuts en équipe de Suède de Coupe Davis en participant à la phase finale, perdant ses trois simples face à Cristian Garín, Vasek Pospisil et Matteo Arnaldi.
En 2024, il reçoit une Wild card pour le tournoi de Båstad où il affronte Rafael Nadal au premier tour, perdant 6-3, 6-4. Sur le circuit ITF, il est titré en Jamaïque et en Thaïlande.

## Parcours enCoupe Davis
| #                                                                 | Date       | Lieu      | Surface    | Gagnant(s)       | Perdant(s)          | Score          |          |
|                                                                   |            |           |            |                  |                     |                |          |
| 2023 - Phase de groupes - Suède - Chili - 0 : 3                   |            |           |            |                  |                     |                |          |
| 1                                                                 | 12/09/2023 | Bologne   | Dur (int.) | Cristian Garín   | Leo Borg            | 7-66, 3-6, 7-5 | Parcours |
| 2023 - Phase de groupes - Canada - Suède - 3 : 0                  |            |           |            |                  |                     |                |          |
| 2                                                                 | 14/09/2023 | Bologne   | Dur (int.) | Vasek Pospisil   | Leo Borg            | 7-65, 5-7, 6-2 | Parcours |
| 2023 - Phase de groupes - Italie - Suède - 2 : 1                  |            |           |            |                  |                     |                |          |
| 3                                                                 | 17/09/2023 | Bologne   | Dur (int.) | Matteo Arnaldi   | Leo Borg            | 6-4, 6-3       | Parcours |
| 2024 - Groupe Mondial I - Suède - Inde - 4 : 0                    |            |           |            |                  |                     |                |          |
| 4                                                                 | 14/09/2024 | Stockholm | Dur (int.) | Leo Borg         | Ramkumar Ramanathan | 6-3, 6-4       | Parcours |
| 2025 - Phase qualificative (1er tour) - Suède - Australie - 1 : 3 |            |           |            |                  |                     |                |          |
| 5                                                                 | 31/01/2025 | Stockholm | Dur (int.) | Aleksandar Vukic | Leo Borg            | 6-4, 6-4       | Parcours |
| 6                                                                 | 01/02/2025 | Stockholm | Dur (int.) | Leo Borg         | John Peers          | 7-5, 6-4       | Parcours |

## Classements ATP en fin de saison
| Année          | 2021 | 2022 | 2023 | 2024 |
| Rang en simple | 2168 | 513  | 396  | 546  |
| Rang en double | 2105 | 1154 | 1459 | 1533 |

Source : (en) Classements de Leo Borg sur le site officiel de la Fédération internationale de tennis

## Filmographie
- 2017 : Borg McEnroe de Janus Metz Pedersen : Björn Borg, âgé de 9 à 13 ans